# Ennejma Ezzahra
Ennejma Ezzahra (« Étoile de Zahra », parfois orthographié Nejma Ezzohara) est un palais tunisien situé à Sidi Bou Saïd, siège du Centre des musiques arabes et méditerranéennes.

## Histoire
Il est bâti par le baron Rodolphe d'Erlanger (1872-1932) au pied du village de Sidi Bou Saïd pour lui servir de résidence. Après sa mort, il est occupé et pillé par les soldats allemands durant la Seconde Guerre mondiale. D'autres dommages sont occasionnés lorsque les soldats alliés y sont logés.
Quelques années après la mort du fils de Rodolphe d'Erlanger, Léon Frédéric Alfred d'Erlanger (de) (1898-1978), sa veuve, la baronne Edwina d'Erlanger (née Prue), le vend à l'État tunisien, qui le préserve désormais comme un musée, avec une grande partie de son mobilier d'origine, dont des peintures réalisées par Rodolphe d'Erlanger, et un coffre à trésor supposé avoir appartenu à Soliman le Magnifique.

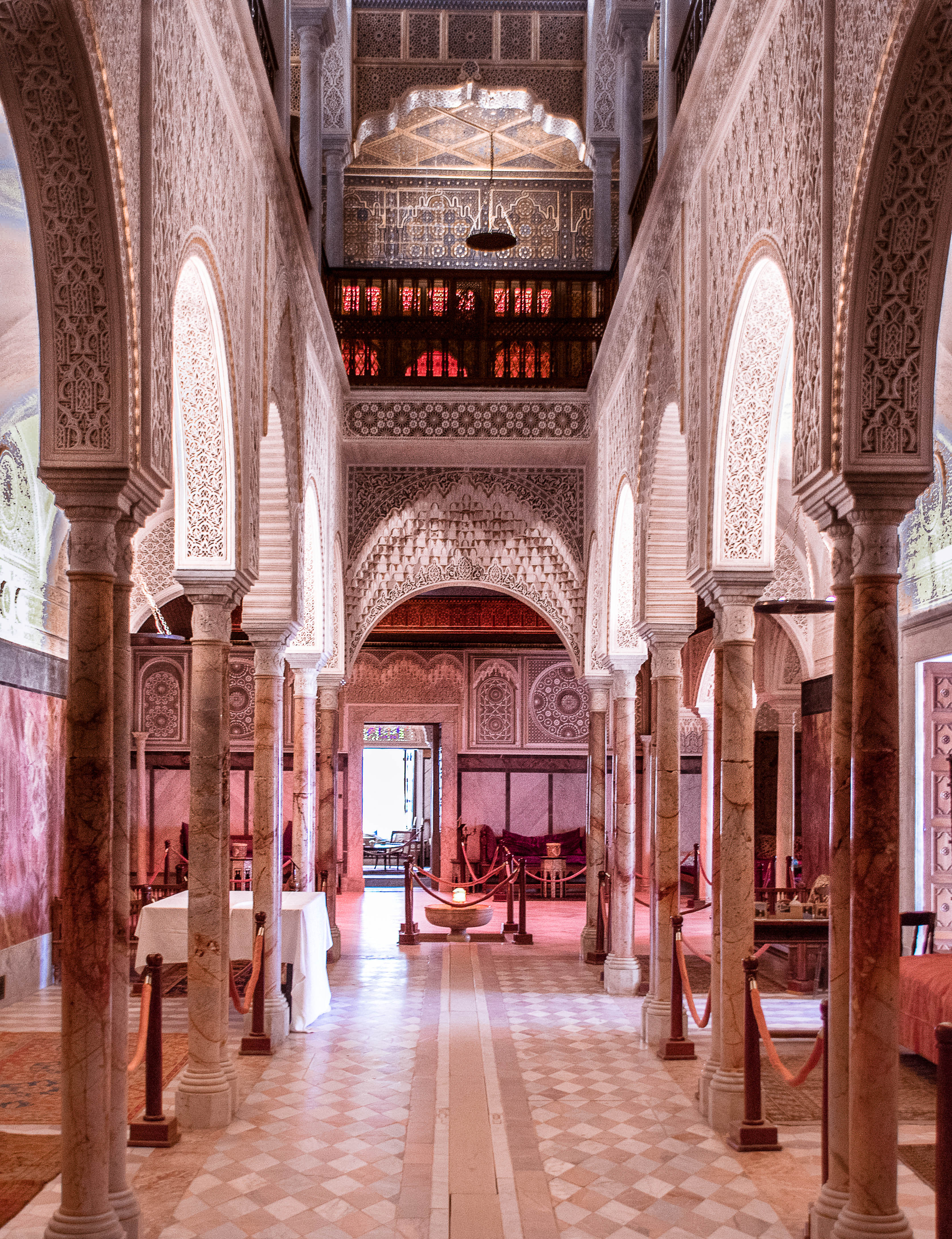
Galerie d'honneur.
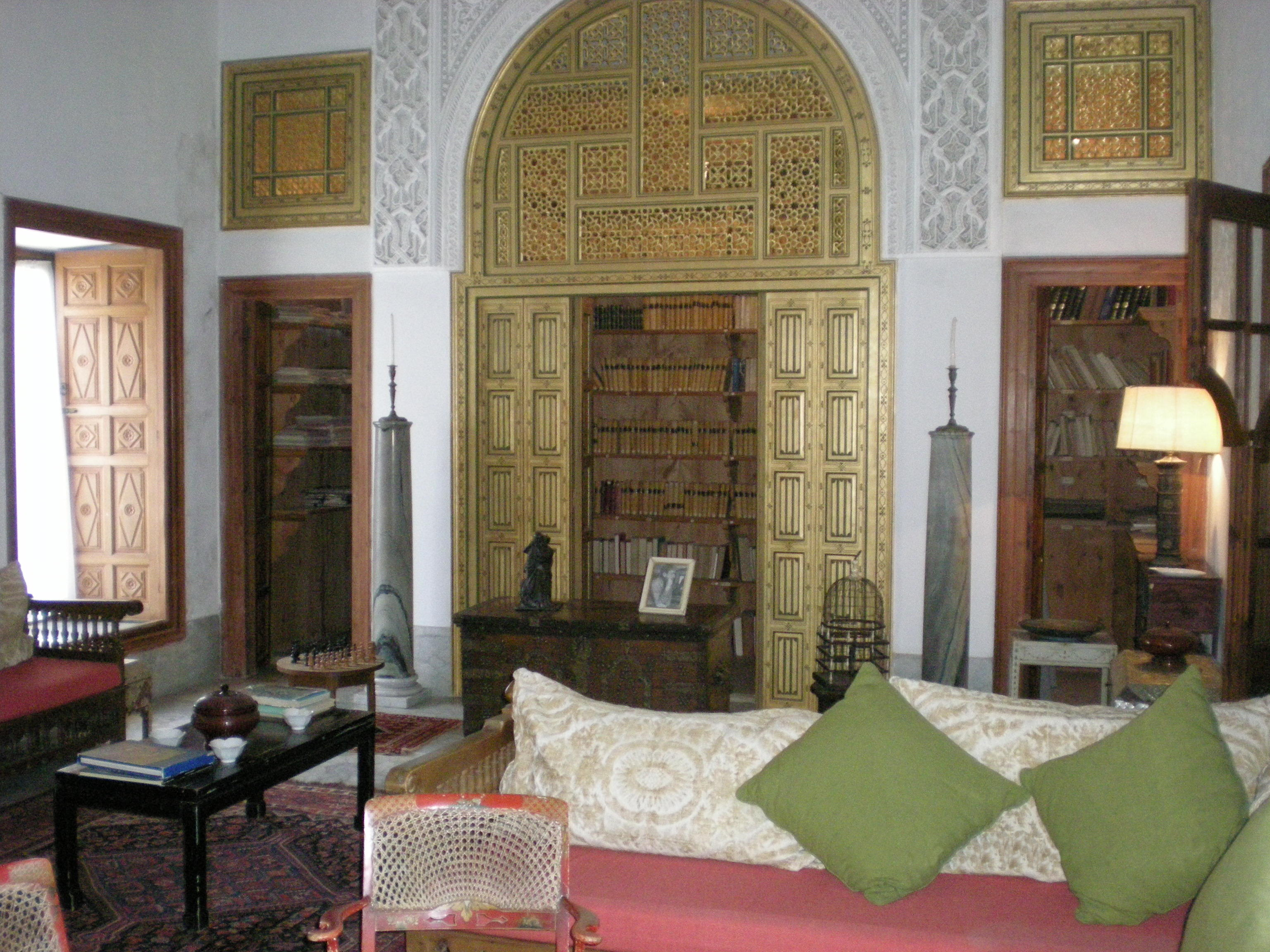
Salon de la bibliothèque.
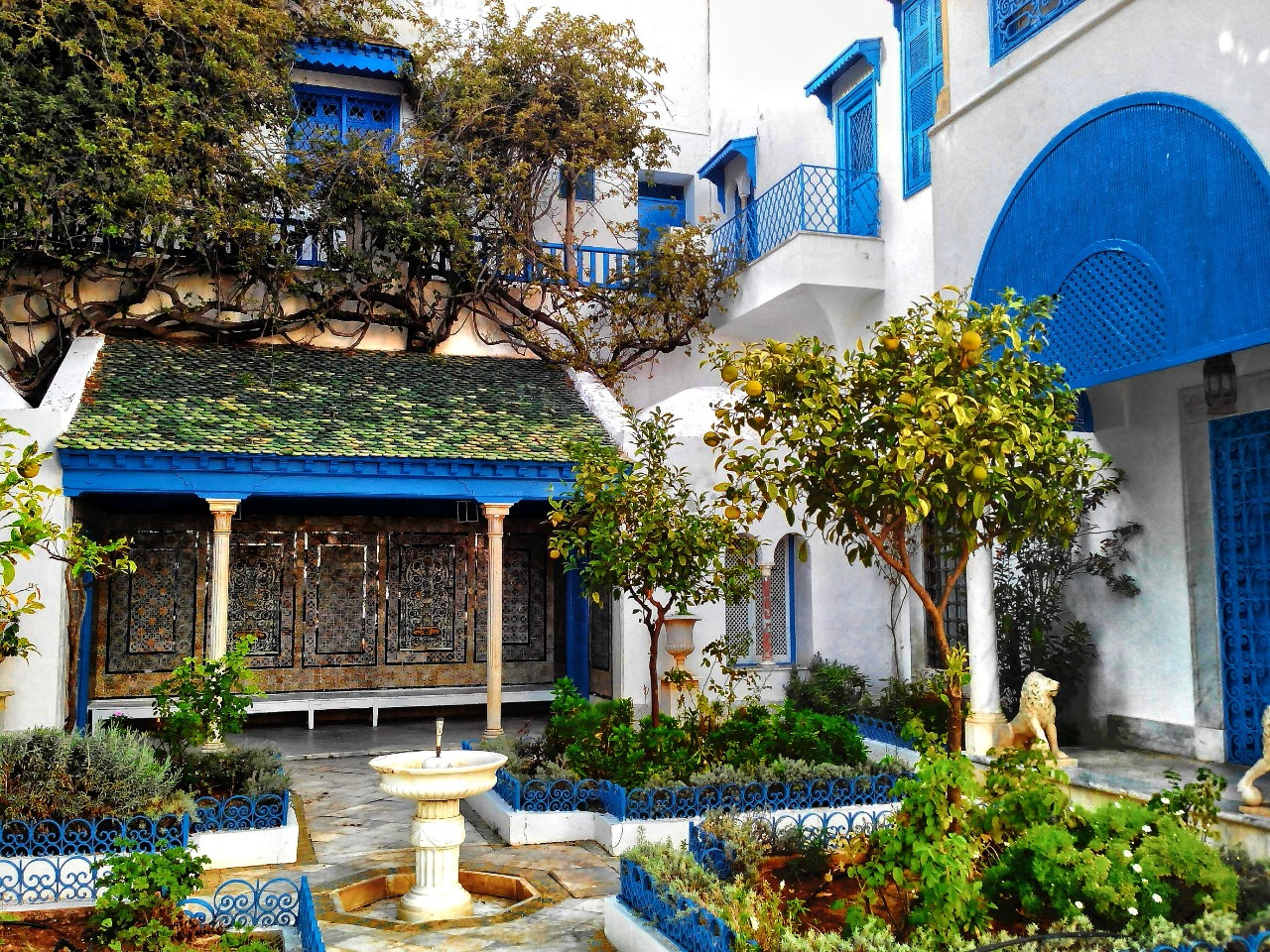
Jardin persan.

Il abrite aussi le Centre des musiques arabes et méditerranéennes qui l'utilise comme un lieu de concert régulier et qui y expose une collection historique d'instruments de musique et d'autres objets.

## Films
Le palais est souvent utilisé pour des tournages, dont celui du film Justine, adapté du roman homonyme de Lawrence Durrell.